# Комітет з питань культури (Швеція)
Комітет з питань культури (kulturutskottet, KrU) є комітетом у парламенті Швеції. Комітет готує питання, що стосуються загальної культури - освіти для дорослих, діяльності молоді, міжнародного культурного співробітництва, а також спорту та активного відпочинку. Комітет також готує деякі питання що стосуються церкви,  радіо та телебачення. 
Головою комітету є Крістер Нюландер його заступником є Василікі Цуплакі, а другим заступником голови - Лотта Фінсторп. 

## Список голів комітету
| Ім'я             | Термін      | Політична приналежність |
| ---------------- | ----------- | ----------------------- |
| Леннарт Матссон  | 1971 - 1976 | Партія центру           |
| Георг Андерссон  | 1976 - 1982 | Соціал-демократи        |
| Брітт Могорд     | 1982 - 1983 | Помірні                 |
| Інгрід Сандберг  | 1983 - 1991 | Помірні                 |
| Оке Густавссон   | 1991 - 1998 | Соціал-демократи        |
| Інгер Давідссон  | 1998 - 2002 | Християнські демократи  |
| Леннарт Колматс  | 2002 - 2006 | Ліберальна партія       |
| Сів Голма        | 2006 - 2010 | Ліва партія             |
| Беріт Гегман     | 2010 - 2012 | Соціал-демократи        |
| Гунілла Карлссон | 2012 - 2014 | Соціал-демократи        |
| Пер Біль         | 2014 - 2015 | Помірні                 |
| Олоф Лавессон    | 2015 - 2018 | Помірні                 |
| Крістер Нюландер | 2018 -      | Ліберальна партія       |

## Перелік заступників Голови Комітету
| Ім'я             | Термін         | Політична приналежність | Коментар                |
| ---------------- | -------------- | ----------------------- | ----------------------- |
| Оке Гставссон    | 1998 - 2002 рр | Соціал-демократи        |                         |
| Анніка Нільссон  | 2002 - 2005 рр | Соціал-демократи        |                         |
| Ларс Вегендаль   | 2005 - 2006    | Соціал-демократи        |                         |
| Сесілія Вікстрем | 2006 - 2009    | Ліберальна партія       |                         |
| Крістер Нюландер | 2009 - 2013    | Ліберальна партія       |                         |
| Ульф Нільссон    | 2013 - 2014    | Ліберальна партія       |                         |
| Гунілла Карлссон | 2014 - 2018 рр | Соціал-демократи        |                         |
| Василіки Цуплакі | 2018 -         | Ліва партія             |                         |
| Лотта Фінсторп   | 2019 -         | Помірні                 | Другий заступник голови |
| Лавен Редар      | 2019 -         | Соціал- демократи       | Третій заступник голови |

## Зовнішні посилання
- Парламент - Комітет культури